# Selenia illunaria
Selenia illunaria là một loài bướm đêm trong họ Geometridae.